# براک ۹۵۷۹۳
سیارک ۹۵۷۹۳ (به انگلیسی: 95793 Brock، نامگذاری:2003FR20) نود و پنج هزار و هفتصد و نود و سومین سیارک کشف شده‌است که در ۲۳ مارس ۲۰۰۳ کشف شد.